# Підлісок (Білоославське лісництво, кв. 14, вид. 14, 19, 20)
Підлісок — ботанічна пам'ятка природи місцевого значення. Об'єкт розташований на території Надвінянського району Івано-Франківської області, Білоославське лісництво, квартал 14, виділи 14, 19, 20.
Площа — 5,9000 га, статус отриманий у 1993 році.